# Хипи
Хипи, наричано още хипи движение или хипарство (на английски: hippy или hippie – моден, стилен), е младежко движение, което възниква като контракултура в САЩ през 60-те години на XX век и постепенно запада след 70-те години, макар че съществуват хипита в отделни страни и райони. Движението е наричано от някои социолози „Фройдистки пролетариат“ поради сексуалната си освободеност и някои новаторски идеи.
Съществуват редица противоречия, неяснота и различия в мненията що се отнася до изясняване същността на хипи движението. Някои изследователи считат, че то е по-скоро културно (контракултура), отколкото политическо явление, докато други го характеризират като изцяло религиозно. То придобива ярък политически оттенък заради протестите срещу войната във Виетнам, но същевременно с това има културни и философски импликации, защото диктува нови тенденции в модата, музиката, изобразителното изкуство и литературата. Влечението към източните религии, мистиката и шаманизма придават на хипарството и религиозно измерение.
От САЩ хипарството бързо се разпространява в Англия, оттам и в останалите страни на Европа, а по-късно и в Япония, Австралия и Нова Зеландия. Кулминацията на движението настъпва с Лятото на любовта (The Summer of love) – събиране на около 100 000 души в Сан Франциско през лятото на 1967 г. и фестивалът Удсток през 1969 г.
То оказва огромно влияние върху цялостното развитие на обществото и много негови идеи постепенно и незабелязано си пробиват път, като биват внедрявани в ежедневието – музикалните фестивали, промяната на моралните норми, здравословната храна, защитата на природата и други.

## Основни характеристики на движението
За първи път думата хипи е използвана от американския журналист Майкъл Фелон през 1965 година за да отличи новите от старите бохеми. Повечето от новите за времето бунтари са на възраст между 15 и 25 години и произхождат от бели семейства от средната класа. Стилът на изразяване, поведение и външен вид, възприети от хипитата обръщат с краката нагоре господстващите за времето норми. Някои от основните отличителни външни белези на хипито са джинси и свободни, широки дрехи в ярки цветове и разчупени шарки, шарени гердани и гривни и особено дългата коса. Музиката става централен изразител на хипи движенията и тя е предимно разновидности на рокендрола. Особена популярност набира звученето на „Бийтълс“, „Ху“, „Ролинг Стоунс“, Джими Хендрикс, „Лед Зепелин“, „Дорс“, Боб Дилън, „Пинк Флойд“, Боб Марли, „Грейтфул Дед“, които олицетворяват духа на епохата видяна през очите на хипитата. Често хипи движенията подкрепят свободата на сексулна ориентация и/или пропагандират сексуална толерантност, включително гей права, права за цветнокожите, природозащитничество, универсални човешки права и свобода на изразяването. Опитите за промяна на действителността на хипитата заражда масов социален активизъм, който открито се противопоставя на много официални институции като църквата и политическия естаблишмънт. В САЩ масовите публични палежи на повиквателни за Виетнам и участие във военния конфликт там, свидетелстват за радикализирането на хипи движенията. Много от хипитата експериментират с вегетарианство; свободни полови контакти; различни дроги (най-вече психаделици); живот в самоуправляващи се комуни (няколко от тях като тези в Дания и Калифорния продъжават да съществат и до днес); различни окултни, магични, езотерични или мистични учения и практики.
Хипитата обикновено не са институционално организирани, боготворят любовта и я поставят като главно основание и смисъл на човешкото съществуване. Цветята като символ на красота, естественост, ненасилие и свобода се превръщат в тяхна емблема. Те се противопоставят на бюрокрацията, тоталитаризма и потискането на индивидуалността. Много от тях изпитват влечение към опростен начин на живот. Мотото им е „Мир, любов, свобода“, експлицитно изразявано в песни като тази на „Бийтълс“ “All you need is love” („Всичко, от което се нуждаеш, е любов“) и девиза “Make love, not war!”. A така характерните теми за пътуването и скитането при хипитата, особено на автостоп, намират мощно изражение в романа „По пътя“ на Джак Керуак

## Гражданското неподчинение в Бъркли
През април 1969 година университетското градче Бъркли става център на внимание и събитията там се следят от световните медии. Калифорнийският университет – Бъркли събаря част от сградите с намерението да построи паркинг и спортни плошадки. След като строежът се забавя и мястото става дори опасно, обикновени граждани, хипита и студенти започват засаждането на дървета, цветя и трева, за да го превърнат в красив парк. Това предизвиква сериозен сблъсък с управителите на града и на 15 май 1969 година тогавашният губернатор Роналд Рейгън заповядва двуседмична обсада на града от Националната гвардия на САЩ. Хипитата призовават към гражданско неподчинение и садене на цветя по всички празни места в Бъркли под надслова „Нека разцъфнат хиляди паркове“ (“Let A Thousand Parks Bloom”).

## Кулминацията – фестивалът Удсток
Търсенията и лутанията на младите хора от това поколение най-пълно са изразени на легендарения фестивал „Удсток“, състоял се в градчето Бетъл в щата Ню Йорк на 15, 16 и 17 август 1969 г. Фестивалът е най-популярната проява на хипи движението и остава в историята като реализация на колективния младежки бунт. В концерта участват съставите „Ху“, „Джеферсън Еърплейн“ и „Грейтфул Дед“, Джанис Джоплин, Джими Хендрикс, Карлос Сантана, Джо Кокър и много други. На фестивала присъстват около 400 000 души.
По-късни фестивали със същото име се провеждат в щата Ню Йорк през 1979, 1989, 1994 и 1999 г.
Въпреки че хипарството отдавна не е масово движение, то никога не умира напълно. Хипита и нео-хипита могат да се видят често на някои университетски кампуси, на музикални фестивали и в много части на света, където духът на бохемите е жив.

## Филми свързани с хипи движението
- Коса
- През Вселената
- Сред дивата природа
- Доорс